# 陣中日誌
陣中日誌（じんちゅうにっし）は、戦地での日誌のことをいい、大日本帝国陸軍は軍令陣中要務令で作成を命じた。陣中要務令第13篇「陣中日誌、留守日誌」第六百二、第六百三の規定及び様式を以て作成されるもので、各部隊が作成するものである。

## 目的
陣中日誌及び留守日誌を作る目的は次の二項とされた。
甲　各部隊若しくは各人の経歴及び遭遇したる実況並び所見を記載し一には戦史の用に資し一には他日各人の勤務及び功績を銓衡するの参考に供す
乙　編成、教育、補充、休養、衛生、武器、弾薬、器具、材料、被服、装備等凡て軍事に関する事物の経験を録し将来改良の資料と為すに注意して記載すべし
第六百三　甲の目的を達せむが為には左の諸件
- 一　作為せる命令、通報、報告の全文
- 二　毎日の位置（某地を去り手某地に移る等と書し前日に同じ等と記すべからず又各地に分設して位置せるときは特に詳細に記載すべし）
- 三　皇軍、宿営、行李に関する事項
- 四　主なる時機に於ける部隊の編成表及将校同相当官の職員表
- 五　戦闘の景況（戦闘の期末を詳細に記載すべきものにして隣接部隊との関係を明確ならしめ且緊要の時機に於ける部隊位置の要図は必ずこれを添付するものとする之が為通常戦闘詳報を提出したる後その控えを添付して日誌の不備を補うものとす）
- 六　戦闘に関し生じたる事件
- 七　戦闘間使用せる地図の種類要すれば原図との差を明らかにするを要す
- 八　人馬の移動、毎日の現員（概数にて可なり）

　　転任（転出入の年月日を記するを要す）死傷（将校、同相当官、准士官は官職氏名を記し下士兵卒及馬匹は其数を記す）勲功者の事項等
- 九　野戦作業等の施設

　　其の他凡そ其の一日間に生ぜし緊要の事項（飛行（気球）中隊は毎日の航空記録を添付すべし）
　　以上の事を記するに方り軍隊区分に於いて自己の指揮下に入りたる他部隊の状況は隷下部隊に準じて記入し一時指揮下を脱したる隷下部隊の行動は要すれば後日蒐録してこれを補修するものとす尚以上各項の順序は之に拘泥することなく生起せし事実の経緯を明瞭ならしむるに努め時刻（当時の日出時刻、日没時刻を時時記入す）地点を詳記し且要すれば要図を附して之を明瞭ならしむるを要す又自己の部隊に影響せし事項（天候、気象、明暗、地形、道路、住民の状態等）は適宜之を附記すべし
第六百四　乙の目的を達せむが為には左の諸件に注意して記載すべし
- 一　武器、弾薬、器具、材料、被服、装具等に関すること
- 二　編成及諸規則の作戦に及ぼしたる影響
- 三　補充、給養及衛生に関すること
- 四　教育及軍紀に関すること
- 五　非常の時機に際して為したる非常の処置例えば敵地に在りて住民に多額の罰金を課したる等

## 作成部隊
陣中日誌は、大本営各部、高等司令部（編成上各部に区分するものは其各部毎に）、兵站監部各部、兵站司令部及同支部、連隊、大隊、中隊（要塞に在りては独立して堡塁、砲塞を守備する小隊、又は長時間独立して行動せし小隊を含む）、歩兵砲隊、騎兵機関銃隊、歩兵砲（第）隊段列、衛生隊、病院、その他独立部隊及諸蔽などでの作成が命じられた。また、「師団及び独立作戦する部隊」指揮官、留守部隊は留守日誌を作ることとされた　。
日誌は各部隊動員令受領の日より記載が命じられた。